# Gustav von Cube
Gustav von Cube (* 25. Oktober 1873 in Menton; † 31. März 1931 in Duisburg) war ein deutscher Architekt.

## Leben
Gustav Hermann v. Cube stammte aus dem deutsch-baltischen Adelsgeschlecht der von Cube, welches aus der Mark Brandenburg kam und sich zu Beginn des 18. Jahrhunderts in Livland angesiedelt hatte. Er studierte Architektur an der Technischen Hochschule Hannover und wurde Mitglied des Corps Macaro-Visurgia. 1906 wurde er in Hannover mit der Dissertation Über die römische ‚Scenae Frons‘ in den pompejanischen Wandbildern 4. Stils zum Doktor-Ingenieur (Dr.-Ing.) promoviert.
Vor dem Ersten Weltkrieg errichtete er großbürgerliche Villen konservativer Bauform im Münchener Umland. Nach 1920 arbeitete er in Sozietät mit dem Architekten Arthur Buchloh in Duisburg. Beide errichteten in Duisburg einige bemerkenswerte Bauten des Backsteinexpressionismus. Das Büro befand sich im AEG-Haus am Sonnenwall in Duisburg.
Von Cube war Mitglied im Münchner Architekten- und Ingenieur-Verein (MAIV) sowie im Bund Deutscher Architekten (BDA).

## Familie
Von Cubes Vater war der Lungenfacharzt Maximilian Gotthard von Cube (* 1. Mai 1831 in Salaspils, Lettland; † 23. November 1910 in Tegernsee), der mit Sophie Luise Strohblum (* 31. Mai 1847 in Sankt Petersburg; † 13. August 1913 in Tegernsee) verheiratet war.
Gustav von Cube heiratete in erster Ehe Maria (Mamy) Sternheim (geb. 26. März 1879 in Berlin; gest. 25. März 1922 in München), einer Schwester von Carl Sternheim, ihre Kinder waren Irma von Cube und Felix-Eberhard von Cube.
In zweiter Ehe war er verheiratet mit Margaretha (Marga) Lindemann (* 27. Mai 1907; † 1983); gemeinsames Kind war der Wissenschaftsjournalist Alexander von Cube.
1931 beging von Cube Selbstmord, der familiären Überlieferung zufolge aus wirtschaftlichen Gründen.

## Bauten

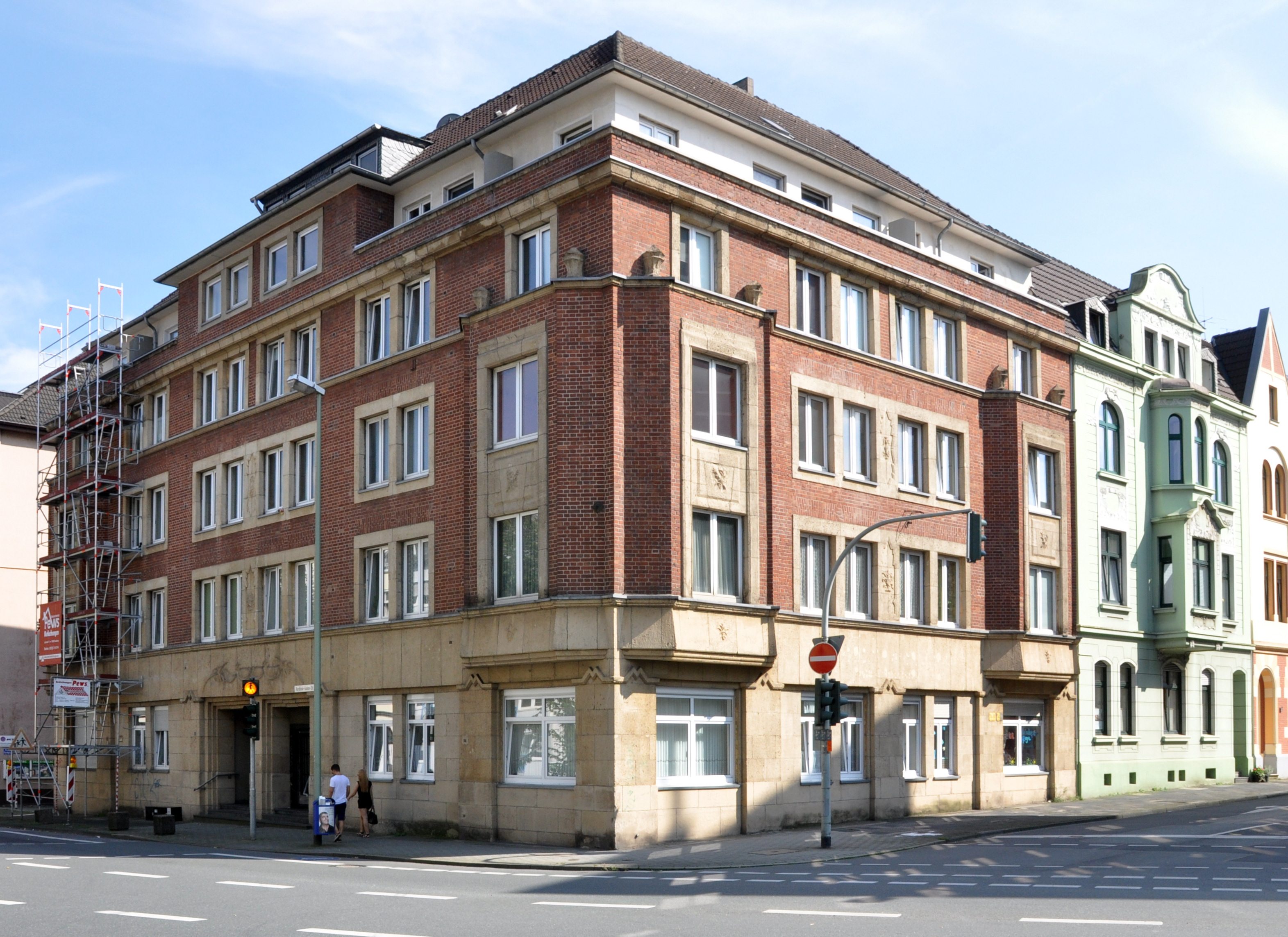
Wohngebäude (1921)

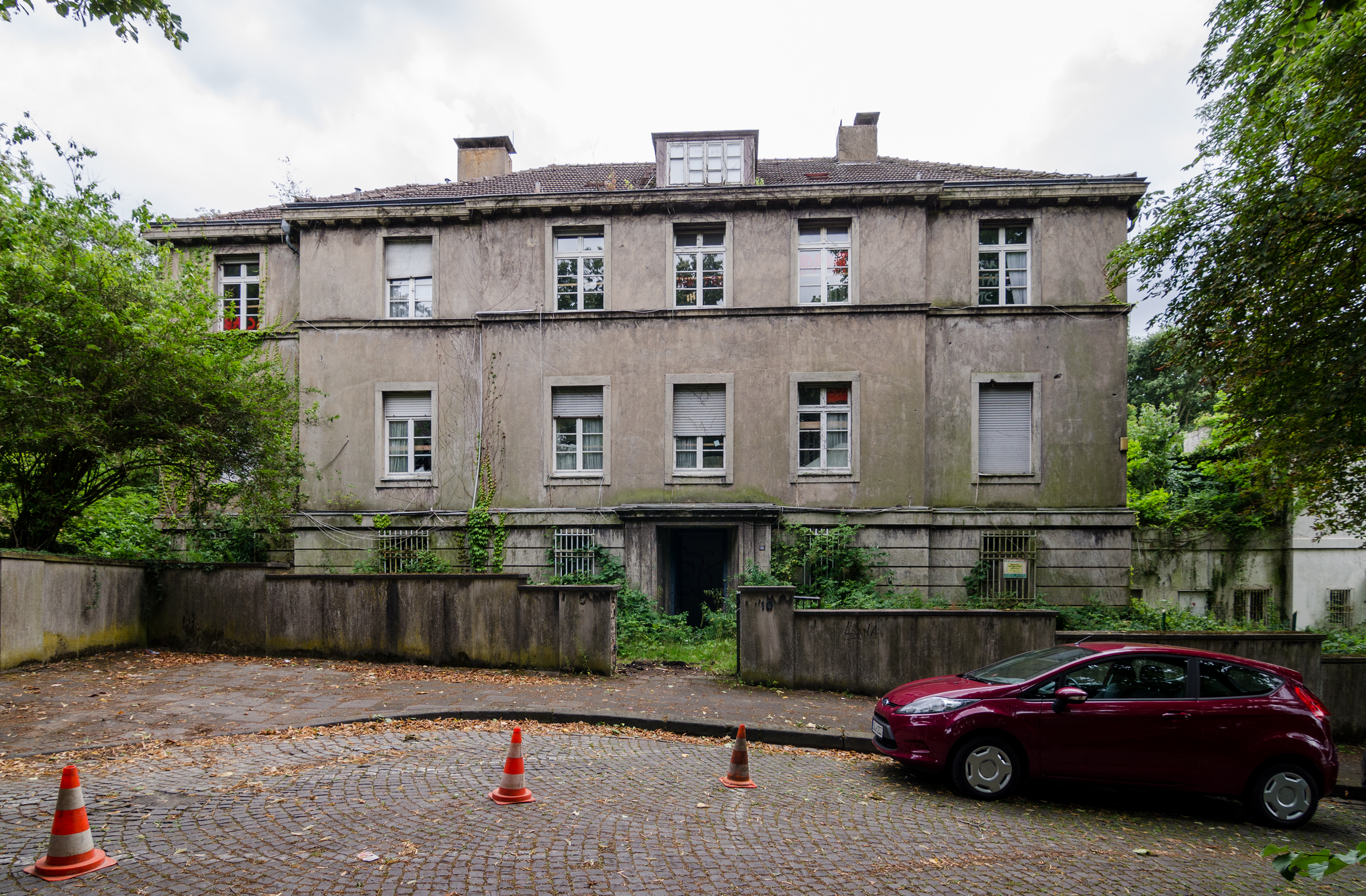
Villa Henle (1921)

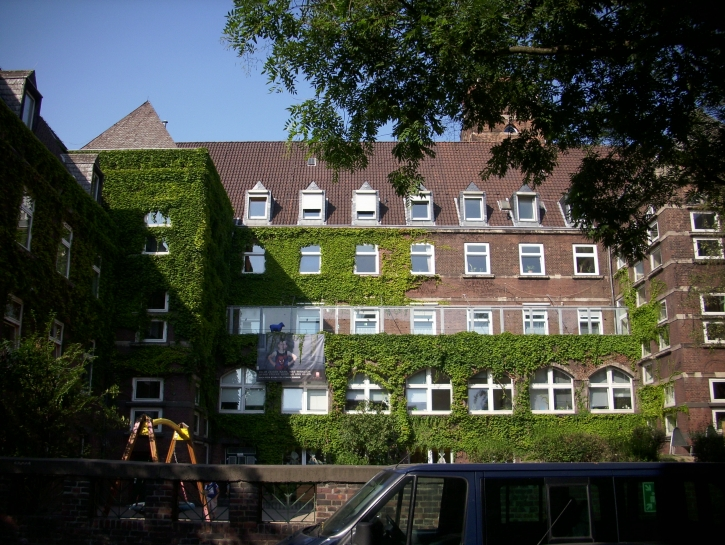
Schifferkinderheim Nikolausburg (1923–1927)

- 1908: Villa Bellemaison für Carl Sternheim und Thea Sternheim an der Zugspitzstraße 15 in Höllriegelskreuth[4]
- 1909: Geschäfts- und Ausstellungsgebäude für die Hofmöbelfabrik M. Ballin am Promenadeplatz in München (mit Karl Stöhr)[5]
- 1910–1911: Wohn- und Geschäftshaus für den Antiquar Jacques Rosenthal in München, Brienner Straße 47
- 1911–1912: Wohnhaus Widenmayerstraße 28 in München[6]
- 1912–1913: Villa Seewies für Gustav Tschernikow in Feldafing, Seewiesstraße 65[7]
- 1912–1913: Villa für den Privatgelehrten Dr. Kurt Grelling in Höllriegelskreuth, Josef-Breher-Weg 2
- 1913–1914: Villa für Direktor Otto Luppe in Höllriegelskreuth, Josef-Breher-Weg 3
- 1921: Villa Henle in Duisburg-Duissern, Wilhelmshöhe 10 (mit Arthur Buchloh; Anbau aus dem Jahr 1960 von Emil Fahrenkamp) Lage
- 1921: Wohngebäude in Duisburg, Kardinal-Galen-Straße 2, 4 Lage
- 1921–1923: Villa für Ludwig Giesen in Duisburg Dellviertel, Friedenstraße 106 (mit Arthur Buchloh) Lage[8][3]
- 1922–1924: Büro- und Geschäftshaus für Alfred Bergk, gen. „Mercedes-Haus“, in Duisburg, Sonnenwall 73 (nach 1945 verändert, unter Denkmalschutz) Lage[9]
- 1923: Villa in Duisburg, Curtiusstraße 1 (mit Arthur Buchloh) Lage[3]
- 1923–1927: Schifferkinderheim „Nikolausburg“ in Duisburg-Ruhrort Lage[10][3][11]
- 1924: Häusergruppe Oranienstraße in Duisburg (mit Arthur Buchloh)[3]
- 1924: Villa in Duisburg, Curtiusstraße 3 (mit Arthur Buchloh) Lage[3]
- vor 1924: Häusergruppe Krusestraße in Duisburg-Ruhrort (mit Arthur Buchloh)Lage[3]
- 1924–1926: Wohn- und Geschäftshaus in Duisburg-Ruhrort, Karlstr. 26 (mit Arthur Buchloh)Lage[11]
- 1925: Stadtvilla für Dr. Max Vygen in Duisburg, Böningerstraße 39 (nach 1945 umgebaut)Lage[3]
- Häusergruppe in Duisburg, Prinz-Albrecht-Straße 1–5 in Duisburg (mit Arthur Buchloh)Lage[11]
- Mehrfamilienhäuser in Neudorf (Duisburg), Mülheimer Str. 78 (mit Arthur Buchloh)Lage[11]
- Kino Mercator-Palast in Duisburg, Königstraße (zerstört)[3]
- Wohnhausgruppe für Wilhelm Schmitz in Duisburg, Nahestraße Lage
- Frauenstation des St.-Joseph-Hospitals in Duisburg-Laar (mit Hans Walbrück)

## Schriften
- Über die römische ‚Scenae Frons‘ in den pompejanischen Wandbildern 4. Stils. Wasmuth, Berlin 1906 (zugleich Dissertation, Technische Hochschule Hannover, 1906).